# 漢德萊斯山
47°49′32″N 15°44′23″E / 47.82556°N 15.73972°E

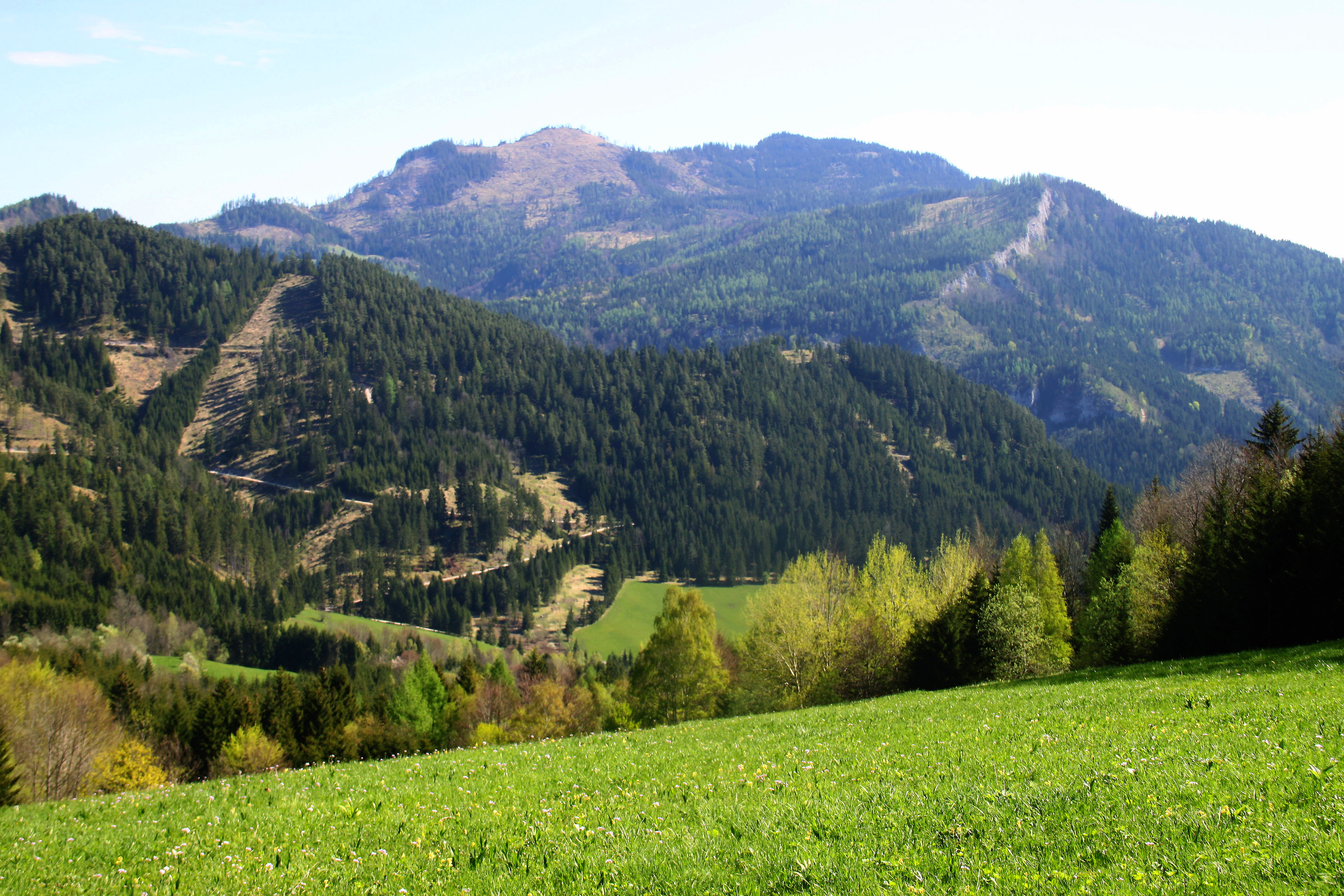

漢德萊斯山（德語：Handlesberg），是奧地利的山峰，位於該國東部，由下奧地利州負責管轄，屬於古滕施泰因阿爾卑斯山脈的一部分，海拔高度1,370米，每年平均降雨量1,409毫米。